# 紅苞鱗毛蕨
紅苞鱗毛蕨（学名：Dryopteris subtriangularis）为鱗毛蕨科鱗毛蕨屬下的一个种。